# BenRiach
The BenRiach er et whiskydestilleri, som ligger i den skotske whisky-region Speyside. Destilleriet ligger godt 2 km syd for Elgin og er et af de få uafhængige destillerier i Skotland. Destilleriet ejes og drives af BenRiach Distillery Company Limited, som er grundlagt af de to sydafrikanere Geoff Bell og Wayne Keiswetter samt skotten Billy Walker. I 2008 blev selskabet udvidet gennem købet af Glendronach Distillery.

## Historie
BenRiach blev etableret i 1898 af John Duff som nabodestilleri til Longmorn Distillery, som også var ejet af John Duff. Destillerierne var forbundet med en privat jernbane med damplokomotiv som transporterede kul, byg, malt og tønder mellem destillerierne. Allerede i 1900 blev BenRiach lagt i mølpose grundet et sammenbrud i markedet, der tvang mange destillerier til at lukke. BenRiach fortsatte med at blive brugt som malteri for Longmorn frem til 1999, mens produktion af spiritus blev indledt igen i 1965, hvor destilleriet var ejet af Glenlivet Distillers Ltd. I 1978 blev destilleriet overtaget af Seagrams, som ejede destilleriet frem til 2001, hvor Seagrams blev opkøbt af Pernod Ricard. I perioden 2001 til 2004 producerede destilleriet i tre måneder årligt. I 2004 overtog BenRiach Distillery Company Limited med Billy Walker i spidsen destilleriet med det formål at producere whisky af høj kvalitet på destilleriet.
57°36′43″N 3°17′34″V / 57.6119°N 3.2928°V